# Disco Elysium
Disco Elysium — компьютерная ролевая игра, разработанная и выпущенная эстонской студией ZA/UM для Windows в 2019 году. Это игра с открытым миром и большим количеством текста, построенная на диалогах. Разработчики Disco Elysium вдохновлялись классическими играми на движке Infinity Engine, в частности, Planescape: Torment. Руководитель разработки Disco Elysium, писатель Роберт Курвиц, первоначально придумывал оригинальный вымышленный мир для настольных ролевых игр. Лишь позже этот творческий проект принял вид разработки компьютерной игры. Disco Elysium поднимает необычные для компьютерных игр темы, в том числе различные политические идеологии, вопросы неравенства, алкоголизма, роли полиции в обществе и другие. Её также отличает оригинальный визуальный стиль в духе масляной живописи и музыкальное сопровождение, написанное группой British Sea Power.
Действие Disco Elysium происходит в вымышленном городе Ревашоль, который когда-то пережил революцию и войну. Главный герой игры, полицейский-алкоголик с амнезией, расследует убийство и должен не только раскрыть преступление, но и вернуть воспоминания о своём прошлом и окружающем мире. В отличие от типичных компьютерных ролевых игр, в Disco Elysium нет отдельной боевой системы и почти нет сражений. Вместо этого все действия совершаются через диалоги и проверки навыков. Всего в игре 24 навыка, отражающих личность героя, вроде восприятия и болевого порога. «Шкафчик мыслей» отображает собой различные черты персонажа, которые можно принимать или отторгать.
Disco Elysium получила чрезвычайно высокие оценки критиков — особых похвал удостоились повествование и диалоги. Она также была удостоена ряда престижных наград от разных организаций и изданий, в том числе звания лучшей игры 2019 года и даже одной из величайших видеоигр всех времён. Спустя чуть больше года после релиза продажи Disco Elysium достигли 1 миллиона копий. В 2020 году игра была выпущена для macOS. Расширенное издание The Final Cut, выпущенное в 2021 году, появилось также на консолях PlayStation 4, Xbox One, PlayStation 5, Xbox Series X/S и Nintendo Switch. В 2020 году было объявлено о разработке телесериала на основе игры.

## Игровой процесс
Disco Elysium представляет собой ролевую игру с открытым миром, в большей степени построенную на диалогах. У неё также много общего с визуальными новеллами и графическими приключенческими играми с point-and-click-интерфейсом. Для Disco Elysium характерны сильно ветвящиеся диалоги с обилием текста и множеством возможных реплик со стороны игрового персонажа. Они нередко описывают трудную ситуацию, из которой игрок может выйти несколькими разными способами — например, с помощью угроз, обаяния или лжи. Происходящее в игре демонстрируется издали с наклонным положением камеры, напоминающим изометрическую проекцию, и для перемещения героя и взаимодействия с различными персонажами и предметами в мире игры используется point-and-click-интерфейс.
Игрок управляет полицейским-алкоголиком по имени Гаррье «Гарри» Дюбуа, которому поручено расследовать дело об убийстве. В начале игры герой выходит из запоя и не помнит ничего — кто он, где он, в каком обществе живёт и как вообще расследовать преступления, поэтому цель Гарри — довести дело об убийстве до конца и вернуть свои воспоминания. На протяжении игры героя сопровождает лейтенант Ким Кицураги — более дисциплинированный полицейский-детектив из соседского округа. Игрок может взаимодействовать с многочисленными объектами и неигровыми персонажами, которые нередко могут сопровождать полицейских. Открытый мир Disco Elysium невелик по сравнению с другими компьютерными ролевыми играми, но его можно свободно исследовать, хотя некоторые локации становятся доступны лишь по мере прохождения сюжетной кампании. Помимо основных сюжетных заданий, игрок может выполнять различные побочные квесты.
Несмотря на то, что Disco Elysium — ролевая игра, в ней нет сражений как таковых и отдельной боевой системы. Все требующие действия ситуации демонстрируются и разрешаются через деревья диалогов и проверки навыков. В игре четыре основных группы навыков — интеллект, психика, физиология и моторика. Каждому из них соответствует по шесть различных вторичных навыков, отражающих стороны личности главного героя — всего их 24. Игрок может их улучшать с помощью очков опыта, получаемые за выполненные задания. Кроме того, на навыки оказывают то или иное влияние одежда, которую носит персонаж. Повышение уровня отдельных навыков позволяет игроку легче проходить так называемые «проверки», сделанные с помощью броска кубика, однако это может привести и к разным последствиям. Например, персонаж с высоким уровнем «Драмы» может легко врать и замечать ответную ложь в разговоре с кем-то, но вместе с этим он будет чаще впадать в истерику и состояние паранойи.
В Disco Elysium присутствует система черт персонажа — «шкафчик мыслей». Мысли персонажа открываются при разговоре с неигровым персонажем или с самим собой у себя в голове. После открытия «мысли» игрок может через определённое количество внутриигрового времени «усвоить» или «отторгнуть» её. Усвоенная мысль даёт персонажу временные и постоянные бонусы к навыкам, но некоторые мысли могут давать и отрицательные эффекты. К примеру, в начале игроку доступна мысль «Бомжекоп» — детектив смиряется со своей бездомностью. Пока мысль «Бомжекоп» усваивается, герой ведёт себя менее уверенно в общении с неигровыми персонажами, но после её усвоения персонажу будет легче найти брошенные на улице вещи, которые затем он сможет продать. Изначально игроку доступны три слота для мыслей, однако можно впоследствии увеличить их количество до двенадцати, потратив на каждый новый слот очко навыков.
Навыки тоже являются персонажами игры со своими характерами и прямой речью. Зачастую игровой персонаж вступает во внутреннюю дискуссию с каким-то аспектом своего разума или тела — фрагментированными частями собственной психики. Беседы с самим собой открывают дополнительные возможности для действий или диалога с неигровыми персонажами, в зависимости от того, сколько очков вложено в тот или иной навык. Эти навыки могут быть необычными — так, навык «Внутренняя империя» отображает фантазию персонажа, то, что разработчики из ZA/UM описывали как «живость души». Если использовать этот навык в диалоге о расследуемом убийстве, игровой персонаж может начать рассказывать собеседнику, что сам является убийцей.

## Сюжет

### Сеттинг
Действие Disco Elysium разворачивается в фантастическом мире Элизиума, созданном Робертом Курвицом и его командой задолго до разработки игры, который охватывает временной период в 8 тысяч лет. Современный период, в котором происходит игра, известен как «пятидесятые». Элизиум состоит из земляных массивов, называемых «изолами», которые разделяет Серость — загадочная соединительная масса, где нарушаются обычные законы реальности. Продолжительное пребывание в Серости может вызывать психические расстройства, а перемещение через неё считается очень опасным.
События игры происходят в городе Западный Ревашоль, район Мартинез. Когда-то Ревашоль был центром Ревашольского сюзеренитета и самопровозглашённой столицей мира, однако выродившаяся из конституционной монархии автократия, вкупе с недееспособностью короля Фрисселя III (больного сифилисом и регулярно употреблявшего кокаин), вызвала массовые недовольства среди подданных, совпавшие с эпидемией прионного заболевания, называемого «цараат». В Ревашоле вспыхнула коммунистическая революция, переросшая в гражданскую войну. Первоначально верх одерживали коммунисты, также называемые «мазовистами» — в честь Краса Мазова, основателя коммунистического движения в мире Элизиума. Король Фриссель попал в плен и был публично казнён, старая аристократия — большей частью уничтожена, остатки лоялистов перешли к партизанской войне. В стране установилась диктатура пролетариата, сопровождаемая национализацией бизнеса и политическими репрессиями, расколовшими альянс мазовистов. Спустя несколько лет в конфликт вмешалась коалиция из нескольких крупных государств (персонажи игры называют её просто Коалиция), силы которой высадились в Мартинезе и разгромили Ревашольскую коммуну при поддержке сторонников старого режима и перешедших на сторону Коалиции ультралибералов. Мазов, по официальной версии, покончил жизнь самоубийством (его реальная судьба неизвестна), а коммунисты и анархисты были подвергнуты массовым репрессиям.
Коалиция установила оккупационный режим и прямое управление страной. Номинально управляющим органом является Моралистский Интернационал (или Моралинтерн) — союз центристских партий, провозглашающий высшими ценностями долорианский гуманизм и нравственность, но вместе с этим обеспечивающий свободу рынка и защиту интересов крупных корпораций. Одной из немногих правительственных функций, которые Ревашоль может осуществлять самостоятельно, является поддержание правопорядка — этим занимается Ревашольская Гражданская Милиция (РГМ), которая зародилась в годы коммуны в форме добровольной народной дружины и со временем превратилась в полупрофессиональную полицейскую организацию. Также через некоторое время социалистам удалось добиться от Коалиции разрешения на создание в Мартинезе профсоюза портовых рабочих, который (особенно при его нынешних руководителях, братьях Клэрах) начал де-факто брать на себя некоторые функции оперативного управления в Ревашоле. Хотя войска Коалиции покинули город, она спустя 50 с лишним лет после подавления революции всё ещё сохраняет военное присутствие в Мартинезе — залив патрулирует её флот, а над районом развёрнуты военно-воздушные силы.
Великие потрясения, поразившие страну в течение последних пятидесяти лет, превратили Ревашоль в город контрастов — здесь можно встретить представителей множества наций, идеологий, убеждений и верований. Различные персонажи в игре являются носителями тех или иных взглядов и идеологий, будь то морализм, монархизм, фашизм, расовая теория, ультралиберализм или коммунизм. В ходе игры персонаж по воле игрока может поддерживать те или иные взгляды и принять их как свои. Также в Элизиуме присутствуют различные религиозные течения, самым большим из которых считается долорианство. Его отличительной чертой является поклонение «светочам», которые при жизни обладают огромным религиозным и политическим влиянием, а после смерти возводятся в ранг святых. Величайшая среди светочей — Долорес Деи, женщина загадочного происхождения и основоположница многих современных структур, обладавшая по слухам светящейся парой лёгких. Ввиду влияния Долорес Деи символом любви в мире Элизиума считаются лёгкие, а не сердце.
Хотя действия главного героя не приведут к каким-либо значительным изменениям политической ситуации в Ревашоле, однако определённые пути проведения расследования способны усилить антикоалиционные настроения в городе.

### История
В начале игры главный герой просыпается в разгромленном гостиничном номере с ужасным похмельем и полной амнезией. Вскоре его приветствует лейтенант 57-го полицейского участка РГМ Ким Кицураги, который сообщает, что им было поручено раскрыть убийство мужчины, повешенного на заднем дворе гостиницы. Личность убитого неизвестна, и предварительное следствие указывает на то, что его линчевала группа людей. Детективы отправляются исследовать зацепки на территории Мартинеза, попутно помогая местным жителям в более мелких делах.
Постепенно детектив начинает заполнять пробелы в собственной памяти, выяснив, что он — лейтенант дважды-ефрейтор Гаррье «Гарри» Дюбуа, детектив 41-го участка Ревашольской Гражданской Милиции. Несколько лет назад Гарри пережил нервное потрясение, что в итоге привело его к саморазрушительному загулу в Мартинезе. В ходе расследования Гарри и Киму удаётся установить связь между убийством и до сих пор продолжающейся забастовкой профсоюза портовых рабочих Мартинеза против корпорации «Уайлд Пайнс». Они расспрашивают о сложившейся ситуации лидеров противоборствующих сторон: главу профсоюза Эврара Клэра и представительницу «Уайлд Пайнс» Джойс Мессье. По мере расследования детективы выясняют, что убитый был командиром отряда наёмников «Уайлд Пайнс», посланный силой подавить забастовку. Джойс предупреждает, что остальные наёмники более не следуют приказам и ищут мести.
Детективы выясняют, что истинной причиной смерти мужчины стало пулевое ранение, после чего он был повешен. Группа портовых рабочих по прозвищу «парни Харди», которые являются кем-то вроде местных дружинников, берёт на себя коллективную ответственность за убийство. Они утверждают, что погибший изнасиловал одну из постоялиц отеля по имени Клаасье. Гарри и Ким отправляются узнать её версию произошедшего. Клаасье отрицает версию изнасилования и рассказывает, что жертву, которого звали Лели, убили выстрелом в голову, когда они были наедине. Из-за своего шпионского прошлого Клаасье боится предполагаемого возмездия от своих бывших нанимателей и не хочет, чтобы её личность фигурировала в отчётах городских властей. Поэтому она заручилась помощью сторонницы профсоюза Руби, и та вместе с парнями Харди инсценировала линчевание Лели. Детективы идут по следу, который приводит их к заброшенному зданию на берегу района, где скрывается Руби. Она в свою очередь утверждает, что идея с повешением принадлежит Клаасье и что она понятия не имеет, кто застрелил Лели. У детективов есть выбор: попытаться арестовать Руби или отпустить её. Однако Руби, считающая, что Гарри — коррумпированный коп, работающий на мафию, совершит самоубийство, если ей не удастся сбежать.
По возвращении в отель детективы оказываются посреди конфликта между парнями Харди и наёмниками, жаждущими мести за своего павшего командира. Начинается перестрелка, в ходе которой Гарри серьёзно ранят. Он приходит в себя только спустя пару дней и узнаёт о судьбах участников стычки. Среди пострадавших может быть Ким, в случае чего его место в качестве напарника Гарри займёт беспризорник Куно, с которым герой знакомится в начале расследования. Детективы отправляются исследовать последние из своих зацепок, установив в итоге, что выстрел, убивший Лели, был сделан со стороны старого морского форта недалеко от побережья Мартинеза.
На территории форта детективам удаётся найти снайпера: им оказывается бывший комиссар Ревашольской коммунистической армии по имени Иосиф Лилианович Дрос. Иосиф утверждает, что убил Лели в порыве гнева и ревности, а точнее от накопившейся злости к новой капиталистической системе, олицетворением которой являлся наёмник, и нездорового влечения к Клаасье. Собрав все улики, детективы арестовывают его за убийство. После этого из прибрежных зарослей тростника появляется инсектоид-криптид, известный как островалийский фазмид. У Гарри может состояться телепатический разговор с существом: фазмид сообщит, что нестабильный разум детектива его пугает, однако он восхищён его способностью продолжать жить, несмотря на трудности. Он поощрит Гарри оставить позади невзгоды и наконец двигаться вперёд.
После возвращения в Мартинез Гарри и его напарника встречает его старый спецотряд. Они оценивают совершённые Гарри действия во время расследования и исход ситуации с наёмниками. Напарник Гарри из его родного 41-го участка лейтенант Жан Викмар подтвердит, что причиной нервного срыва, случившегося у Гарри несколько лет назад, стал разрыв отношений с бывшей невестой. В зависимости от выборов игрока, Жан и остальные выразят надежду, что со временем состояние Гарри придёт в норму. Гарри в свою очередь может пригласить Кима или Куно присоединиться к их спецотряду. Если игрок пройдёт определённую проверку навыка, он увидит тайный разговор между капитаном и доктором из 41-го участка, обсуждающих пришествие второй Ревашольской революции и какую роль сыграет в ней Гарри.

## Разработка
Disco Elysium была разработана командой ZA/UM, основанной в 2016 году эстонским романистом Робертом Курвицем, который был ведущим сценаристом и дизайнером проекта. Изначально Disco Elysium не замышлялась как компьютерная игра. По воспоминаниям Курвица, история вымышленного мира восходит к 2005 году — в это время Курвиц и несколько его друзей из кругов таллинской молодёжи занимались разнообразным творчеством, будь то музыка, живопись или книги. Даже во времена выхода Disco Elysium разработчики называли себя не столько компанией по производству игр, сколько культурным движением наподобие дадаистов или Флюксус-групп, просто использующими для самовыражения не живопись или театр, а компьютерные игры. Их объединила страсть к гуманитарной культуре и презрение к элитизму.
В середине 2000-х годов одним из увлечений будущих членов ZA/UM были настольные ролевые игры в духе Dungeons & Dragons. Художник Александр Ростов присоединился к этой компании, поскольку услышал о необычной настольной ролевой игре, в которой вместо эльфов и гномов речь шла об автомобилях и людях в цилиндрах, мире, вдохновлённом Великой французской революцией. В этот период Курвиц познакомился с писателем Кауром Кендером — тот помог ему выпустить на эстонском языке книгу под названием «Святой и страшный аромат», основанную на придуманном для игры мире. Книга была опубликована в 2013 году, но интереса у публики она не получила — было продано лишь около 1000 экземпляров, из-за чего Курвиц на три года впал в депрессию и стал злоупотреблять алкоголем. Кендер, которому Курвиц сам раньше помог выбраться из запоя, предложил сделать что-то новое — компьютерную игру; он сослался на своих детей, которые говорили отцу, что книги сейчас никто не читает и надо делать игры. Ростов на предложение Курвица разработать игру ответил «мы уже угробили столько разных затей, давай угробим ещё и игру». У Роберта не было какого-то опыта в видеоиграх, но как только он понял, что сеттинг Ревашоля легко вписывается в изометрический формат, писатель продолжил развивать свою идею.
Курвиц написал одностраничный план будущей Disco Elysium — согласно этому плану проект должен был соединить в себе Dungeons & Dragons и полицейские сериалы 1970-х годов, быть изометрической компьютерной ролевой игрой в духе Planescape: Torment и Baldur's Gate, иметь обширный, реагирующий на действия игрока сюжет и глубокую стратегическую боевую систему. Чтобы основать студию и профинансировать разработку игры, Кендер продал свой автомобиль Ferrari. Ещё больше денег удалось получить от разных друзей и инвесторов. Курвиц утверждал в интервью, что ради работы над игрой начал вести здоровый образ жизни — отказался от курения, алкоголя, сел на диету и стал регулярно заниматься спортом, решив сделать из себя «воина-монаха от разработки игр». При этом алкоголь играет в сюжете игры немалую роль, и Курвиц хотел, чтобы игра, помимо прочего, предупреждала игрока об опасностях алкоголизма. На протяжении большей части разработки название игры было No Truce With The Furies — с таким названием она была анонсирована в 2017 году.
Писатель создал команду для создания игры ZA/UM — такое название является отсылкой к заумному языку, созданному русскими поэтами-авангардистами в начале XX века. На русский язык это слово можно перевести как «взяться за ум», а использование заглавных букв и символа косой черты в логотипе задумано лишь для того, «чтобы круто выглядеть». Бо́льшую часть четырёх лет разработки студия проработала в Эстонии, где снимала дешёвое помещение бывшей галереи в Старом городе Таллина. Курвиц и Ростов считали, что игра не изображает Эстонию и её историю напрямую, но по-своему отражает их. В 2016 году команда смогла получить первый раунд венчурного финансирования, и на эти деньги Курвиц заказал у британской группы British Sea Power саундтрек. В этом же году студия перебралась в Великобританию — сам Курвиц поселился в Брайтоне, Кендер взял на себя руководство офисом в Лондоне, а другие члены ZA/UM работали из Польши, Румынии и Китая. На момент выхода в ZA/UM числилось 35 штатных работников, из которых треть была сценаристами, а также 20 внешних подрядчиков. В 2016 году только над одним текстом к игре работали восемь человек. Большую долю финансирования оказал эстонский бизнесмен Маргус Линнамяэ. Disco Elysium разработана на движке Unity. Одной из проблем во время разработки были анимации — они все создавались вручную без применения технологии захвата движения и записывались при помощи двух сенсоров Kinect. Для отслеживания разветвления сценария использовалась программа articy: draft.
Первоначально планировалось разработать игру в короткий срок — её выход был намечен на 2017 год. Предполагалось, что всё действие игры будет происходить в одном районе города — такой подход позволил бы уложиться в задуманные сроки. Однако ZA/UM обещала инвесторам разработать игру с большим миром — это потребовало расширить действие за пределы одной локации, что вынудило её отложить выход игры. Название игры изменили на Disco Elysium. Это название несёт в себе двойной смысл: с одной стороны, оно является отсылкой к музыкальному стилю диско — даже не собственно музыке, но диско как символу мимолётности: оно как культурное явление внезапно захватило умы и так же быстро ушло в прошлое. Эти ассоциации с популярной культурой семидесятых годов отразились и на костюме героя с брюками клёш и туфлями из змеиной кожи. С другой стороны, слово «disco» в переводе с латыни означает «я учусь», что отражает процесс преодоления амнезии главным героем и познание им мира Элизиума. Роберт Курвиц изначально считал название No Truce With the Furies временным и планировал использовать его для будущего выпуска Disco Elysium совместно с другой игрой. Хотя изначально в ZA/UM планировали издать игру через Humble Bundle, в итоге студия решила издать её самостоятельно.

### Дизайн, озвучивание и влияние
Художественным оформлением игры, выполненным в рисованном акварелью, занимался Александр Ростов, а саундтрек написала британская группа British Sea Power. В озвучивании проекта принимали участие метал-музыканты Майки Гудман из Sikth и Майк Холкомб Periphery. В оригинальной версии Disco Elysium персонажа Клаасье озвучивала Дарья Некрасова — ведущая американского подкаста Red Scare. Четверо ведущих подкаста Chapo Trap House также озвучили в игре небольшие роли, однако в версии The Final Cut их голоса заменили.
Одним из источников вдохновения Disco Elysium ZA/UM называла видеоигру 1999 года Planescape: Torment — в ней главный герой также страдает амнезией, а основной упор в геймплее сделан на диалоги. Для создания атмосферы рабочего класса в игре авторы вдохновлялись полицейской драмой «Прослушка». В игре также нашли отклик на произведения Эмиля Золя, рассказывающие о страданиях человеческой жизни. На Disco Elysium ещё оказали влияние игры от BioWare и Kentucky Route Zero, сериалы «Настоящий детектив» и «Щит», литературные произведения Дэшила Хэммета, Чайны Мьевиля и братьев Стругацких, и работы художников Рембрандта, Ильи Репина, Дженни Савиль, Алекса Каневского и Василия Кандинского. ZA/UM также заявили, что своей проделанной работой они во многом обязаны эстонскому поэту-урбанисту Арви Сийгу. «Без его модернизма Элизиум — мир, в котором проходит игра, — не был бы и на половину похож на то, что он есть» — говорил Роберт Курвиц, получая ежегодную награду от президента Эстонии «Молодой деятель культуры» в 2020 году.
Курвиц сказал, что цель игры состояла в том, чтобы иметь полную, сложную глубину выбора и результатов, ограниченную практическими возможностями разработки игр. Понимая, что разработчики не могут реально охватить все возможные варианты, Курвиц и команда вместо этого сосредоточились на том, что он что назвал «микрореактивностью» — небольших действиях и решениях, которые игрок может принять как «неловкий комментарий», и на том, как это распространится на все события. Диалоги с различными навыками затем помог провести критический анализ и усвоить то, как эти небольшие решения оказывали влияние на игровой мир, чтобы игрок стал более осведомлённым о таких решениях в дальнейшем. Дополнительным фактором при написании диалогов было понимание того, что реального решения в игре не существует — игрок может разрешить некоторые части истории, но основа самого корпуса неосуществима, как и остальная часть Ревашоля. Они создали персонажа-компаньона Кима Кицураги как «серьёзного персонажа», чтобы помочь игроку не сбиться с пути и понять, что некоторые сюжетные нити авторы «просто не могли исправить или разрешить». Основным конкурентом Курвиц считал не другие RPG, а современные соцсети, в частности «Твиттер», и погоня за стилем соцсетей отразилась на интерфейсе игры — ZA/UM разместила вертикальное диалоговое окно справа и даже повторила структуру подачи материала, диалоги в игре подаются короткими кусочками, которые ползут снизу вверх относительно взгляда пользователя.

### РазработкаThe Final Cut
По словам ведущей сценаристки Хелен Хиндпере, расширенное издание включает полную озвучку всех персонажей, включая навыки главного героя, что в совокупности составляет более 1,2 миллиона слов. Из-за важности персонажей ZA/UM сама занималась голосами, отказавшись от аутсорсинга. На завершение масштабного кастинга и обработку записи для озвучивания ушло четырнадцать месяцев. Несмотря на то, что вернулись актёры, читавшие вводные диалоги для своих соответствующих персонажей, ZA/UM искали новых актёров, которые лучше подходили для многих ролей. Авторы обратились к джазовому музыканту Ленвалю Брауну с просьбой озвучить рассказчика и навыки, сочтя его важным для The Final Cut. Браун провёл около восьми месяцев со звукорежиссёрами, записывая свои реплики и сохраняя свой голос «неизменным». Кроме того, озвучку Дарьи Некрасовой и ведущих Chapo Trap House полностью заменили. В The Final Cut добавили возможность выбирать озвучку для персонажей — например, использовать только голоса навыков, отключив озвучку неигровым персонажам.
В The Final Cut добавили четыре квеста, которые были удалены из оригинальной игры, но были переработаны для исследования некоторых политических подоплёк сюжета игры. По словам Хиндпере, эти квесты были созданы для того, чтобы побудить игрока задуматься о том, как он развил своего персонажа, и к чему приводят его решения и насколько он привержен своему делу. Кроме того, в The Final Cut обновили графику и анимации, а также добавили две дополнительные песни от British Sea Power.
Перевод игры на русский язык, включённый в The Final Cut, был первоначально запущен как инициатива поклонников игры: в мае 2020 года группа переводчиков-энтузиастов попыталась сделать этот перевод своими силами. Организатор этой инициативы, белорусский переводчик и преподаватель Вольга Капитонова, контактировала со студией ZA/UM и бывала в её лондонском офисе — разработчиков изначально привлёк её косплей Кима Кацураги. Тем не менее, спустя несколько недель разработчики игры решили передать уже частично готовый перевод компании Testronic, также готовившей немецкую и французскую версии игры. Такой выбор должен был повысить качество, эффективность и точность перевода на русский язык. Вольга Капитонова и редактор Альфина Голубева, работавшая в фанатской команде, перешли и в «официальную» локализацию. Testronic общалась с русскоязычным сообществом игроков через социальные сети и пересматривала свои переводческие решения на основе откликов от аудитории — например, героиня Joyce, первоначально получившая в локализации имя «Ада», была переименована в «Джойс». Навык Espirit de Corps, которому локализаторы намеревались сохранить французское название, переименовали в «Полицейскую волну». В январе 2024 года петербургская студия Cool-Games анонсировала неофициальный русский дубляж.

### Саундтрек
Официальный саундтрек к Disco Elysium стал доступен 11 февраля 2020 года. Автором музыкального сопровождения выступила группа British Sea Power, написавшая для игры 28 оригинальных композиций. Песня «The Smallest Church in Saint-Saëns» в исполнении Майки Гудмана, не вошедшая в саундтрек, является кавером на композицию «The Smallest Church in Sussex» с переизданного дебютного альбома группы. В 2021 году музыканты также записали два новых трека для финального издания игры: «Advesperascit» и «Ignus Nilsen Waltz».
| №                   | Название                                    | Длительность |
| ------------------- | ------------------------------------------- | ------------ |
| 1.                  | «Instrument of Surrender»                   | 5:25         |
| 2.                  | «Whirling-In-Rags, 8 AM»                    | 4:34         |
| 3.                  | «Detective Arriving on the Scene»           | 5:13         |
| 4.                  | «Tiger King»                                | 5:06         |
| 5.                  | «Your Body Betrays Your Degeneracy»         | 2:25         |
| 6.                  | «Precinct 41 Major Crime Unit»              | 3:36         |
| 7.                  | «The Insulindian Miracle»                   | 2:22         |
| 8.                  | «Polyhedrons»                               | 3:10         |
| 9.                  | «Live With Me»                              | 2:40         |
| 10.                 | «The Field Autopsy»                         | 2:30         |
| 11.                 | «Miss Oranje Disco Dancer»                  | 3:15         |
| 12.                 | «Rue de Saint-Gislaine 32B»                 | 2:45         |
| 13.                 | «The Doomed Commercial Area»                | 3:04         |
| 14.                 | «The Cryptozoologists»                      | 2:19         |
| 15.                 | «Whirling-In-Rags, 8 PM»                    | 4:39         |
| 16.                 | «Disco Elysium, pt 1»                       | 4:54         |
| 17.                 | «Disco Elysium, pt 2»                       | 4:48         |
| 18.                 | «Ecstatic Vibrations, Totally Transcendent» | 3:35         |
| 19.                 | «Saint-Brune 1147»                          | 3:03         |
| 20.                 | «Martinaise, Terminal B»                    | 4:10         |
| 21.                 | «We Are Not Checkmated»                     | 3:41         |
| 22.                 | «Hope in Work and Joy in Leisure»           | 2:41         |
| 23.                 | «Burn, Baby, Burn»                          | 3:09         |
| 24.                 | «Whirling-In-Rags, 12 PM»                   | 3:44         |
| 25.                 | «La Revacholiere»                           | 4:10         |
| 26.                 | «Krenel, Downwell, Somatosensor»            | 3:49         |
| 27.                 | «Off We Go Into The Wild Pale Yonder»       | 4:01         |
| 28.                 | «ZAUM»                                      | 3:16         |
| 29.                 | «Advesperascit»                             | 10:12        |
| 30.                 | «Ignus Nilsen Waltz»                        | 3:55         |
| Общая длительность: | Общая длительность:                         | 1:56:11      |

## Выпуск
Официальный релиз игры на платформе Windows состоялся 15 октября 2019 года. 27 апреля 2020 года была выпущена версия игры на macOS. На релизе Disco Elysium была только на английском языке, и одним из первых языков, на который игра была локализована, стал китайский. Игра с китайским переводом был выпущен на территории Китая в марте 2020 года — такой поздний релиз в стране был из-за того, что игра, содержащая темы коммунизма, не соответствовал правительственным стандартам. После выхода, китайские игроки указывали на то, что игра их привлекла «отражением собственного опыта общения с коммунизмом». В мае того же года ZA/UM выпустили крупное обновление, улучшающее производительность проекта на более дешёвом оборудовании и добавляющее несколько переводов от фирмы Testronic Labs на другие языки.
После первоначального релиза, Роберт Курвиц заявлял о своих планах на расширенное издание и сиквел. Кроме того, писатель анонсировал настольную ролевую игру по Disco Elysium — You Are Vapor, а также запланировал перевести на английский свою книгу «Святой и страшный аромат», действие которой происходит спустя двадцать лет после событий игры. В июне 2020 года ZA/UM заключила партнёрство с продюсерской компанией dj2 Entertainment и заявила о разработке телесериала на основе игры. В марте следующего года авторы запустили лимитированную партию одежды и художественных работ от студии Atelier.
В феврале 2024 года стало известно об отмене самостоятельного дополнения для Disco Elysium под кодовым названием X7, которая находилась в двух годах от завершения разработки и потребовала бы больше времени и усилий, чем оригинальная игра. Кроме того, в 2022 году было «заморожено» продолжение Disco Elysium под кодовым названием Y12. На текущий момент ко вселенной игры в разработке находится проект M0.

### The Final Cut
Disco Elysium — The Final Cut была выпущена 30 марта 2021 года на консолях PlayStation 4, PlayStation 5 и в облачном сервисе Stadia, владельцам ПК-версии оригинала предоставили крупное обновление. 12 октября игра в этом издании вышла на Nintendo Switch, Xbox One и Xbox Series X/S. The Final Cut содержит перевод на русский язык, новые локации, арты, анимации, звуковые эффекты и вырезанные ранее политические квесты. Поскольку оригинальная игра была выпущена только на ПК в цифровом виде, Австралийская аттестационная комиссия решила оценить The Final Cut — орган отказал игре в присвоении возрастного рейтинга из-за изображения секса и употребления алкоголя и наркотиков, что «бросает вызов моральным стандартам», сделав её таким образом недоступной для продажи в Австралии. ZA/UM обжаловала запрет, благодаря чему Disco Elysium получила рейтинг R18+ и стала доступна к распространению на территории страны. 25 августа 2022 года игра была локализована на японский язык и выпущена в Японии студией Spike Chunsoft.

## Отзывы критиков
| Сводный рейтинг       | Сводный рейтинг                                                          |
| Агрегатор             | Оценка                                                                   |
| --------------------- | ------------------------------------------------------------------------ |
| GameRankings          | 88,62 %                                                                  |
| Metacritic            | 91/100 The Final Cut 97/100 (ПК) 92/100 (XSXS) 89/100 (PS5) 85/100 (PS4) |
| Иноязычные издания    |                                                                          |
| Издание               | Оценка                                                                   |
| Destructoid           | 8,5/10                                                                   |
| Game Informer         | 9/10 The Final Cut: 9/10                                                 |
| GameRevolution        | 9/10                                                                     |
| GameSpot              | 10/10                                                                    |
| GameStar              | 90/100                                                                   |
| IGN                   | 9,6/10 The Final Cut: 10/10                                              |
| PC Gamer (US)         | 92/100                                                                   |
| The Games Machine     | 9,2/10                                                                   |
| USgamer               | [ 82 ]                                                                   |
| WorthPlaying          | 9,5/10                                                                   |
| Русскоязычные издания |                                                                          |
| Издание               | Оценка                                                                   |
| 3DNews                | 10/10                                                                    |
| GoHa.Ru               | 10/10                                                                    |
| Riot Pixels           | 89/100                                                                   |
| StopGame.ru           | «Изумительно» «Наш выбор»                                                |

После выхода игра получила всеобщее признание критиков, согласно агрегатору рецензий Metacritic — средневзвешенная оценка составила 91 балл из 100. Обозреватели сочли сильными сторонами игры запоминающихся персонажей, глубину выбора, сценарий и открытый мир.
Рецензент PC Gamer похвалил игру за её глубину, свободу, индивидуальность и повествование и назвал её одной из лучших RPG на ПК. Обозреватель IGN высоко оценил открытый мир игры и положительно сравнил его с мирами таких игр, как «Ведьмак 3: Дикая Охота» и Red Dead Redemption 2, хотя и отметил, что в этой игре открытый мир намного меньше по размерам. Автор рецензии в The Washington Post отметил «бросающееся в глаза» качество текстов. Обозреватель GameSpot Дэвид Уайлдгус описал игру как «исследование идей — того, как мы мыслим, власти и привилегий, того, как нам самим — с той или иной долей автономии — придаёт форму общество, в котором мы живём». Уайлдгус счёл особо сильными сторонами Disco Elysium высокое качество сценария, инновационную систему навыков, чрезвычайно человечного главного героя и художественное оформление игры, выставив ей максимально возможную оценку 10/10. В то же время Малинди Хетфилд из Eurogamer раскритиковала игру, считая, что при всём многообразии возможностей игра чрезвычайно хаотична, не позволяя создать и отыгрывать именно того персонажа, какого хочется, и многочисленным сценаристам Disco Elysium не помешал бы редактор. Александр Бабулин из 3DNews поставил игре максимальные десять баллов из десяти, выделив в качестве достоинств невероятный уровень текста, интересный сюжет, свободу выбора и прописанный мир. В качестве недостатков журналист отметил высокие требования к знанию английского языка из-за отсутствия русской локализации на тот момент. Кирилл Волошин из StopGame.ru также отметил отсутствие официального перевода на русский как единственный недостаток Disco Elysium, в остальном он похвалил увлекательный сюжет, колоритного главного героя, высокое качество текста, музыку, качественную картинку, возможность по-своему играть роль детектива и смесь юмора, нуара и мистики. Александра Голубева из Игры Mail.ru отметила, что игра не заинтересует любителей экшена, сложной прокачки или хитрых систем, но тем не менее, она назвала её «лучшей сюжетной игрой последних лет».
Расширенное издание The Final Cut также получило всеобщее признание — согласно Metacritic, ПК-версия получила 97 баллов из 100, обойдя оригинальную игру. Версия на Xbox Series X/S также получила всеобщее признание, получив 92 балла. В то же время, версии на PlayStation 4, PlayStation 5 и Nintendo Switch были оценены от 85 до 89 баллов, что, по критериям сайта, указывает на «в основном положительные отзывы». Саймон Карди из IGN, первоначально оценивший Disco Elysium на 9,6 баллов из 10, поставил The Final Cut десять из десяти — по его словам, благодаря исправлениям мелких недочётов оригинала, добавлению новых квестов и хорошей озвучки, The Final Cut превратила Disco Elysium в «и без того феноменальную RPG в настоящий шедевр, в который нужно обязательно сыграть». Джо Джуба из Game Informer же поставил обеим версиям игры девять баллов — он отметил, что управление стало единственным аспектом издания, который словно не улучшен; он отметил, что, поскольку изначально игра делалась под элементы point-and-click, в некоторых местах трудно ориентироваться на геймпаде. Русская локализация игры, включённая в издание The Final Cut, получила особые похвалы русскоязычной прессы. Геннадий Воробьёв из StopGame.ru описывал её как превосходный перевод, стоивший полутора лет ожидания, «пример того, что получается, когда людям не всё равно, и достойный кандидат на отдельную главу в истории отечественных локализаций». Редактор DTF Даниил Кортез назвал её «эталоном, на который надо равняться», «феноменальной работой и самым приятным подарком русскоязычным геймерам в ближайшее время».

### Продажи и награды
В феврале 2021 года стало известно, что продажи Disco Elysium достигли 1 миллиона копий. На церемонии награждения The Game Awards 2019 игра была номинирована на четыре награды и получила все четыре — больше, чем какая-либо другая игра в этом году. Slant Magazine, USGamer, PC Gamer, Zero Punctuation и 3DNews присвоили Disco Elysium звание лучшей игры 2019 года, в то время как журнал Time включил её в свой список 10 лучших игр 2010-х годов. За сценарий к игре Роберт Курвиц был номинирован на премию «Небьюла». В 2020 году игра получила семь номинаций на премию Британской Академии в области видеоигр, из которых выиграла три. В марте 2022 года на ежегодной премии LUDI Awards, организованной российскими сайтами Канобу и Игромания, игра заняла 1 место в категории «Локализация года».
Начиная с года своего выхода (2019) и по сей день (по состоянию на 2022 год) Disco Elysium возглавляет рейтинг лучших игр для ПК всех времён и народов по версии PC Gamer. Этот же сайт назвал релиз Disco Elysium одним из главных событий в ПК-гейминге за последние 30 лет. Российские разработчики из студии Owlcat Games включили её в тройку своих любимых игр в 2023 году.
| Год  | Награда                          | Категория                                      | Результат | Ист.    |
| ---- | -------------------------------- | ---------------------------------------------- | --------- | ------- |
| 2019 | Golden Joystick Awards           | Лучшая игра года                               | Номинация | [ 106 ] |
| 2019 | IGN 2019 Game of the Year Awards | Игра года                                      | Номинация | [ 107 ] |
| 2019 | IGN 2019 Game of the Year Awards | Лучшая ролевая игра                            | Номинация | [ 107 ] |
| 2019 | IGN 2019 Game of the Year Awards | Лучший сюжет                                   | Номинация | [ 107 ] |
| 2019 | IGN 2019 Game of the Year Awards | Лучшая игра для ПК                             | Победа    | [ 107 ] |
| 2019 | IGN 2019 Game of the Year Awards | Лучшее исполнение роли (Майки Гудман)          | Номинация | [ 107 ] |
| 2019 | IGN 2019 Game of the Year Awards | Лучший арт дизайн                              | Номинация | [ 107 ] |
| 2019 | Windows Central Game Awards      | Лучшая игра для ПК                             | Победа    | [ 108 ] |
| 2019 | The Game Awards 2019             | Лучшее повествование                           | Победа    | [ 109 ] |
| 2019 | The Game Awards 2019             | Лучшая независимая игра                        | Победа    | [ 109 ] |
| 2019 | The Game Awards 2019             | Лучшая ролевая игра                            | Победа    | [ 109 ] |
| 2019 | The Game Awards 2019             | Лучший дебют инди-разработчика (ZA/UM)         | Победа    | [ 109 ] |
| 2019 | GameSpot Best of 2019 Awards     | Игра года                                      | Номинация | [ 110 ] |
| 2019 | PC Gamer Game of the Year Awards | Игра года                                      | Победа    | [ 95 ]  |
| 2019 | Steam Awards                     | Лучшая игра с выдающимся сюжетом               | Номинация | [ 111 ] |
| 2020 | New York Game Awards             | Лучшая игра года                               | Номинация | [ 112 ] |
| 2020 | New York Game Awards             | Лучшая инди-игра                               | Победа    | [ 112 ] |
| 2020 | New York Game Awards             | Лучшее повествование                           | Победа    | [ 112 ] |
| 2020 | 23rd Annual D.I.C.E. Awards      | Игра года                                      | Номинация | [ 113 ] |
| 2020 | 23rd Annual D.I.C.E. Awards      | Выдающееся достижение в развитии истории       | Победа    | [ 113 ] |
| 2020 | 23rd Annual D.I.C.E. Awards      | Лучшая компьютерная ролевая игра               | Номинация | [ 113 ] |
| 2020 | 23rd Annual D.I.C.E. Awards      | Выдающееся достижение для независимых игр      | Номинация | [ 113 ] |
| 2020 | 23rd Annual D.I.C.E. Awards      | Выдающееся Достижение в области дизайна игр    | Номинация | [ 113 ] |
| 2020 | 23rd Annual D.I.C.E. Awards      | Выдающееся Достижение в развитии игр           | Номинация | [ 113 ] |
| 2020 | Небьюла                          | Лучший сценарий в игре                         | Номинация | [ 99 ]  |
| 2020 | NAVGTR Awards                    | Игра года                                      | Номинация | [ 114 ] |
| 2020 | NAVGTR Awards                    | Художественное оформление                      | Номинация | [ 114 ] |
| 2020 | NAVGTR Awards                    | Дизайн геймплея                                | Номинация | [ 114 ] |
| 2020 | NAVGTR Awards                    | Оригинальная ролевая игра                      | Номинация | [ 114 ] |
| 2020 | NAVGTR Awards                    | Драматический сценарий                         | Номинация | [ 114 ] |
| 2020 | Game Developers Choice Awards    | Лучший сюжет                                   | Победа    | [ 115 ] |
| 2020 | Game Developers Choice Awards    | Лучший визуальный арт                          | Номинация | [ 115 ] |
| 2020 | Game Developers Choice Awards    | Лучший дебют                                   | Победа    | [ 115 ] |
| 2020 | Game Developers Choice Awards    | Инновационная премия                           | Номинация | [ 115 ] |
| 2020 | SXSW Gaming Awards               | Игра года                                      | Номинация | [ 116 ] |
| 2020 | SXSW Gaming Awards               | Премия культурной инновации Мэтью Крампа       | Победа    | [ 116 ] |
| 2020 | SXSW Gaming Awards               | Выдающиеся достижения в искусстве              | Номинация | [ 116 ] |
| 2020 | SXSW Gaming Awards               | Выдающиеся достижения в дизайне                | Номинация | [ 116 ] |
| 2020 | SXSW Gaming Awards               | Выдающиеся достижения в музыкальном оформлении | Номинация | [ 116 ] |
| 2020 | SXSW Gaming Awards               | Выдающиеся достижения в создании сюжета        | Победа    | [ 116 ] |
| 2020 | BAFTA Games Awards               | Лучшая игра                                    | Номинация | [ 117 ] |
| 2020 | BAFTA Games Awards               | Художественное достижение                      | Номинация | [ 117 ] |
| 2020 | BAFTA Games Awards               | Дебютная игра                                  | Победа    | [ 117 ] |
| 2020 | BAFTA Games Awards               | Лучший геймдизайн                              | Номинация | [ 117 ] |
| 2020 | BAFTA Games Awards               | Лучшее музыкальное сопровождение               | Победа    | [ 117 ] |
| 2020 | BAFTA Games Awards               | Лучший сюжет                                   | Победа    | [ 117 ] |
| 2020 | BAFTA Games Awards               | Оригинальная собственность                     | Номинация | [ 117 ] |
| 2020 | The Develop:Star Awards 2020     | Лучшее повествование                           | Номинация | [ 118 ] |
| 2020 | The Develop:Star Awards 2020     | Лучший геймдизайн                              | Номинация | [ 118 ] |
| 2020 | The Develop:Star Awards 2020     | Лучший оригинальный проект                     | Номинация | [ 118 ] |
| 2020 | The Develop:Star Awards 2020     | Лучшая инновация                               | Номинация | [ 118 ] |
| 2020 | The Develop:Star Awards 2020     | Игра года                                      | Номинация | [ 118 ] |
| 2020 | Apple Best of 2020 Awards        | Игра года для macOS                            | Победа    | [ 119 ] |

## Наследие

### Отменённые и будущие игры ZA/UM
После успешного выхода игры студия ZA/UM объявила о планах разработать сразу несколько новых игр — как непосредственное продолжение Disco Elysium, так и побочные истории-спин-оффы. Игра-продолжение получила рабочее название Y12 — над ней работали Курвиц, Ростов и Хиндпере. Кендер в то же самое время возглавлял работу над проектом P1 или Pioneer One — игрой в отдельной научно-фантастической вселенной, не связанной с Disco Elysium. Оба этих проекта были закрыты на фоне смены руководства компании — Курвиц, Ростов и Хиндпере были уволены, Кендер покинул компанию сам, хотя Y12 и находился в разработке до середины 2022 года. 
Новый проект X7, или Locust City, куда были переброшены разработчики с обоих закрытых проектов, представлял собой побочную историю, посвящённую двум второстепенным персонажам Disco Elysium — мальчику Куно и девочке Куне. Locust City должна была иметь собственный набор навыков, присутствующих как персонажи в диалогах, и «шкафчик мыслей». Вынесенный в заглавие «город саранчи» представлял собой картонную коробку с насекомыми, которую Куно считал одним из своих сокровищ. 
После закрытия X7 студия сохранила в работе только два проекта — M0, основанную на Disco Elysium игру для мобильных телефонов, и С4 — компьютерную ролевую игру в отдельной вселенной, не связанной с Disco Elysium. Официальная мобильная версия Disco Elysium для смартфонов под управлением Android была анонсирована в марте 2025 года. Игра была переделана с расчётом на вертикальную ориентацию экрана и также должна содержать сцены, которые можно осмотреть с поворотом на 360 градусов — как если бы игрок находился в центре виртуального города. По словам возглавлявшего студию на тот момент Дениса Хавела (Тыниса Хаавела), игра должна привлечь аудиторию TikTok. Она разбита на главы, из которых первые две должны предоставляться игрокам бесплатно.

### Увольнения и судебные разбирательства
В октябре 2022 года один из основателей ZA/UM Мартин Луига объявил, что он, Роберт Курвиц, Александр Ростов и Хелен Хиндпере ещё в 2021 году «покинули компанию не по своей воле», добавив, что ZA/UM как культурный проект «больше не отражает принципов, на котором он был построен». Он также заявил, что почти вся старая команда авторов Disco Elysium распущена. В интервью сайту gamespressure.com Луига заявил, что Курвиц, Ростов и Хиндпере были уволены под надуманными предлогами. Студия ZA/UM отрицала эти обвинения. 
Увольнение ключевых разработчиков Disco Elysium было связано со сменой руководства компании. В 2021 году крупнейший акционер Zaum Studio OÜ, бизнесмен Маргус Линнамяэ, продал свои акции холдинговой компании Tütreke OÜ — её владельцы Илмар Компус и Тынис Хаавел получили контроль над студией, и Компус стал генеральным директором ZA/UM. Курвиц и Ростов утверждали, что использованные для этой покупки средства были мошенническим образом выведены из самой студии. В частности, Курвиц и Ростов утверждали, что Компус приобрёл у ZA/UM четыре эскизных рисунка, которые должны были лечь в основу будущего продолжения Disco Elysium, за символическую сумму в один фунт стерлингов, и немедленно продал их обратно ZA/UM уже за 4,8 миллиона евро, таким образом вернув себе часть потраченных на покупку студии денег. Они намеревались оспаривать сделки в суде, настаивая на том, что как владельцы части прав интеллектуальной собственности могли бы воспрепятствовать уже имевшей место продаже. В судебных . В свою очередь, Компус и официальные представители ZA/UM отклоняли обвинения и заявлял, что бывшие разработчики были уволены за «словесные оскорбления», «гендерную дискриминацию» и «попытки незаконно продать» интеллектуальную собственность» студии, что подорвало бы работу над будущими проектами. Другие сотрудники Zaum Studio, анонимно давшие интервью GamesIndustry.biz, утверждали, что ситуация «не чёрно-белая» и описывали конфликт как противостояние между «корпоративным интриганом» и «токсичным творцом».
Тогда же, в 2022 году, Каур Кендер — исполнительный продюсер Disco Elysium и тоже один из учредителей ZA/UM — подал иск в британский суд, выступая на стороне Курвица и его товарищей. Он подал иск к студии, утверждая о задолженности Компуса одного миллиона евро и помощи эстонскому инвестору Тынису Хаавелу, который был осуждён за мошенничество и уже задолжал 11,5 миллионов. Хаавел владеет контрольным пакетом акций Yessirnosir Ltd. — дочерней компании Zaum в Великобритании, которая является правообладателем на игру. Первое слушание по делу Кендера с заявлением Курвица состоялось в октябре 2022 года. К декабрю Каур отозвал свой иск — Компус выплатил 4,8 миллиона евро от Tütreke обратно ZA/UM, однако Курвиц с Ростовым по-прежнему утверждали, что студия была захвачена незаконно. 14 марта 2023 года студия опубликовала заявление о завершении всех судебных разбирательств с бывшими сотрудниками. Кендер «продал все свои акции студии, погасил долги перед ZA/UM и оплатил издержки по решению суда», а насчёт Курвица и Ростова представители заявили, что их иск отклонён из-за «отсутствия доказательств». Курвиц и ещё один бывший сотрудник ZA/UM Сандор Таал заявляли, что студия стремится изобразить их как простых наёмных работников, недовольных увольнением, но они миноритарные акционеры. По их мнению, Компус и Хавел использовали средства самой же студии, чтобы заполучить над ней контроль, и выплата этих денег обратно студии не исправила положение. Хотя Кендера «заставили замолчать», Курвиц и Таал были намерены судиться дальше.
В феврале 2024 года стало известно, что студия намеревается уволить около 24 сотрудников — около четверти штата. Были уволены, в частности, Арго Туулик — последний из сценаристов Disco Elysium — и сценаристка Дора Клинджич, работавшая вместе с Тууликом над проектом X7 (Locust City). По словам Туулика и Клинджич, из ZA/UM уволили всю команду сценаристов X7, последние два месяца проект «изобиловал переработками, эмоциональными выгораниями и конфликтами в коллективе», а те, кто обращался к руководству с жалобами на проблемы, оказались в списке увольняемых. Клинджич, устроившаяся на работу в ZA/UM уже после выхода Disco Elysium, сравнивала эту ситуацию с жизнью в балканских странах во времена распада Югославии: «вся вечеринка уже закончилась, а на твою долю выпала только кровавая резня». Туулик и Клинджич — семейная пара — после увольнения из ZA/UM перемещались между разными студиями-наследниками, участвовали в дорогостоящих судебных разбирательствах, оказались на грани банкротства и в итоге были вынуждены покинуть Великобританию. Туулик запустил онлайн-кампанию по сбору средств для будущих судебных исков, надеясь отсудить права интеллектуальной собственности на Disco Elysium.

### Студии-наследники
В 2022 году Курвиц, Ростов и Хиндпере основали собственную студию Red Info. В последующие годы и другие выходцы из ZA/UM основали ещё три независимые друг от друга студии — в октябре 2024 года все они объявили о планах работать над компьютерными ролевыми играми с упором на повествование — «духовными наследниками» Disco Elysium. Студия Dark Math, учреждённая при участии Каура Кендера, анонсировала игру под названием XXX Nightshift — ролевую игру в духе детектива и научной фантастики. Её действие происходит в будущем на фешенебельном лыжном курорте в Антарктике. Студия Longdue, в которую вошли и выходцы из других именитых компаний, как Bungie и Rockstar Games, представили собственного «духовного наследника» — игру Hopetown о журналисте-расследователе, прибывающем в шахтёрский городок. Студия Summer Eternal, основанная Арго Тууликом, Дорой Клинджич и Ольгой Москвиной и также несколькими другими выходцами из ZA/UM, провозгласила себя «революционным» экспериментальным объединением, не следующим обычным для игровой индустрии моделям — её акциями должны владеть «творческие кооперативы», и часть акций должна через особый некоммерческий фонд передаваться каждому покупателю игр студии. Как и другие студии, созданные выходцами из ZA/UM, Summer Eternal должна работать над компьютерной ролевой игрой в духе Disco Elysium.